# أرش نيكلسون
أرش نيكلسون (بالإنجليزية: Arch Nicholson)‏ هو مخرج أسترالي، ولد في 1941 في ملبورن في أستراليا، وتوفي في 24 فبراير 1990 في أستراليا بسبب تصلب جانبي ضموري.

## وصلات خارجية
- أرش نيكلسون على موقع IMDb (الإنجليزية)
- أرش نيكلسون على موقع ألو سيني (الفرنسية)
- أرش نيكلسون على موقع أول موفي (الإنجليزية)
- أرش نيكلسون على موقع قاعدة بيانات الأفلام السويدية (السويدية)
- أرش نيكلسون على موقع قاعدة بيانات الفيلم (الإنجليزية)
- أرش نيكلسون على موقع كينوبويسك (الروسية)